# 刘旭光
刘旭光（1965年10月—），四川资中人，汉族，中国民主同盟盟员。中华人民共和国政治人物、第十三届全国人民代表大会四川地区代表。

## 生平
2018年2月24日，当选为第十三届全国人大代表。
2018年3月，任成都市人民政府副市长。2022年4月，当选为民盟四川省委主任委员。2023年1月14日，当选四川省政协副主席。